# Кеннселах мак Брайн
Кеннселах мак Брайн (др.‑ирл. Cennselach mac Brain; погиб в 770) — король Уи Хеннселайг (Южного Лейнстера) в 769—770 годах.

## Биография
Кеннселах был сыном правителя Уи Хеннселайг Брана уа Маэл Дуйна, погибшего в 712 году. Он принадлежал к септу Сил Маэлуидир, земли которого находились в низовьях реки Слейн.
В 769 году Кеннселах мак Брайн поднял мятеж против Дуба Калгайда мак Лайдкнена и разбил королевское войско в сражении при Фернсе. Король Дуб Калгайд пал на поле боя, а Кеннселах овладел властью над Уи Хеннселайг.
Однако правление Кеннселаха мак Брайна продолжалось только год: уже в 770 году он погиб в сражении. Его победитель Этерскел мак Аэда стал новым правителем Уи Хеннселайг.